# آیرین آرتونینان
آیرین آرتونینان (انگلیسی: Ayrin Artooniyan یا انگلیسی: Aireian Artounian، زادهٔ ۱۲ اسفند ۱۳۶۵) بازیکن بسکتبال ارمنی‌تبار اهل ایران است. وی عضو تیم ملی بسکتبال زنان ایران می‌باشد.
وی عضو باشگاه بسکتبال کوشاسپهر می‌باشد و پیشتر در باشگاه بسکتبال آرارات تهران عضویت داشت. وی در سال ۱۳۹۱ به همراه تیم دانشگاه آزاد قهرمان یازدهمین دوره لیگ برتر بسکتبال ایران شد.

## افتخارات
در سطح باشگاهی
- قهرمانی لیگ ۱۳۹۳ همراه با آرارات[۴]
- نایب قهرمانی لیگ ۱۳۹۲ همراه با آرارات[۵][۶]